# Heilige Familie (Ohmes)

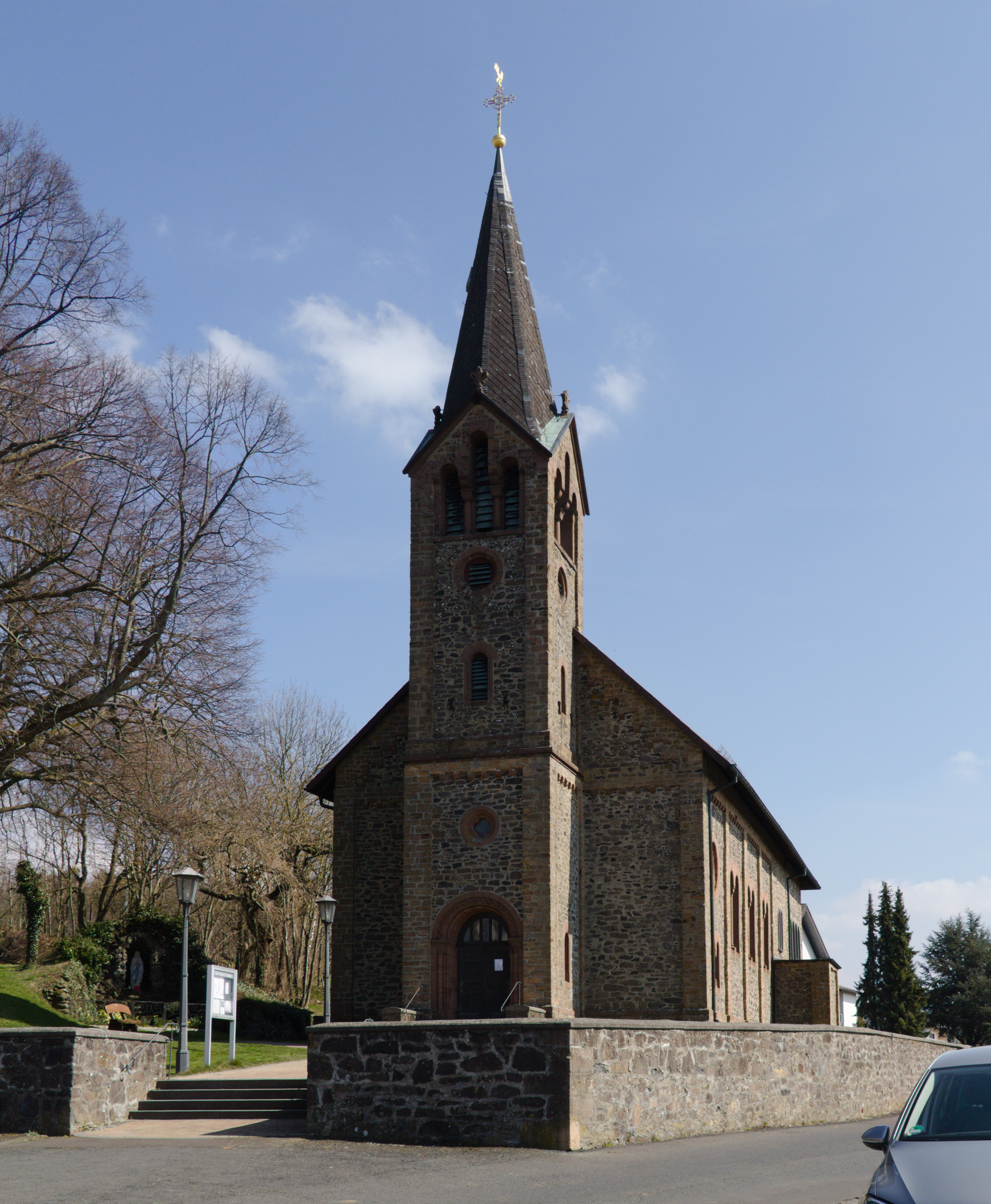
Heilige Familie in Ohmes

Die römisch-katholische Filialkirche Heilige Familie ist ein denkmalgeschütztes Kirchengebäude in Ohmes, einem Ortsteil der Gemeinde Antrifttal im Vogelsbergkreis in Hessen. Die Kirche gehört zur Pfarrei Heilige Drei Könige am Vogelsberg in der Region Oberhessen des Bistums Mainz.

## Beschreibung
Um die Wende vom 19. zum 20. Jahrhundert wurde die neuromanische Saalkirche aus Bruchsteinen erbaut, die 1903 geweiht wurde und das Patrozinium Heilige Familie erhielt. Sie hat einen mit einem achtseitigen, spitzen, schiefergedeckten Helm bedeckten Kirchturm im Westen, ein Kirchenschiff und eine rechteckige Apsis, die ursprünglich polygonal war. Das Kirchenschiff und der Turm, dessen oberstes Geschoss Triforien als Klangarkaden hat, sind mit Lisenen und Bogenfriesen gegliedert. Die Kirchenausstattung aus der Bauzeit ist weitgehend erhalten. Die Orgel mit 7 Registern wurde 1936 von den Gebrüdern Späth gebaut.